# Carbrunneria eachamensis
Carbrunneria eachamensis är en kackerlacksart som först beskrevs av Roth, L. M. 1991.  Carbrunneria eachamensis ingår i släktet Carbrunneria och familjen småkackerlackor. Inga underarter finns listade.